# Стрільба з лука на літніх Олімпійських іграх 2016 (список учасників)
У цій статті представлений список учасників змагань зі стрільби з лука на літніх Олімпійських іграх 2016. 128 лучників (64 чоловіки і 64 жінки) візьмуть участь у змаганнях з класичного лука.

## Чоловіки
| НОК                     | Ім'я                       | Вік                          | Рідне місто         | Індивідуальний рейтинг | Командний рейтинг |
| ----------------------- | -------------------------- | ---------------------------- | ------------------- | ---------------------- | ----------------- |
| Австралія (AUS)         | Алек Поттс                 | 9 лютого 1996 (29 років)     | Клейтон Бей         | 110                    | 19                |
| Австралія (AUS)         | Раян Таяк                  | 2 червня 1991 (33 роки)      | Брисбен             | 60                     | 19                |
| Австралія (AUS)         | Тейлор Ворт                | 8 січня 1991 (34 роки)       | Янгебап             | 16                     | 19                |
| Білорусь (BLR)          | Антон Прилепов             | 5 лютого 1984 (41 рік)       | Могильов            | 15                     |                   |
| Бельгія (BEL)           | Робін Рамекерс             | 26 жовтня 1994 (30 років)    | Тонгерен            | 98                     |                   |
| Бразилія (BRA)          | Маркус Д'Алмейда           | 30 січня 1998 (27 років)     | Ріо-де-Жанейро      | 18                     | 17                |
| Бразилія (BRA)          | Бернардо Олівейра          | 8 червня 1993 (31 рік)       | Бразиліа            | 100                    | 17                |
| Бразилія (BRA)          | Даніель Шав'єр             | 31 серпня 1982 (42 роки)     | Белу-Оризонті       | 102                    | 17                |
| Канада (CAN)            | Кріспін Дуенас             | 5 січня 1986 (39 років)      | Торонто             | 20                     |                   |
| Чилі (CHI)              | Рікардо Сото               | 20 жовтня 1999 (25 років)    | Аріка               | 115                    |                   |
| Китай (CHN)             | Гу Сюесун                  | 21 червня 1993 (31 рік)      | Шанхай              | 40                     | 3                 |
| Китай (CHN)             | Ван Дапен                  | 3 грудня 1996 (28 років)     | Хуандао             | 119                    | 3                 |
| Китай (CHN)             | Сін Юй                     | 12 березня 1991 (33 роки)    | Пекін               | 12                     | 3                 |
| Китайський Тайбей (TPE) | Као Хаовень                | 17 березня 1995 (29 років)   | Хуалянь             | 32                     | 6                 |
| Китайський Тайбей (TPE) | Вей Чунь Хен               | 6 липня 1994 (30 років)      | Таоюань             | 10                     | 6                 |
| Китайський Тайбей (TPE) | Юй Гуаньлінь               | 29 листопада 1993 (31 рік)   | Наньтоу             | 55                     | 6                 |
| Колумбія (COL)          | Андрес Піла                | 11 травня 1991 (33 роки)     | Монтелібано         | 82                     |                   |
| Куба (CUB)              | Адріан Пуентес             | 3 липня 1988 (36 років)      | Санкті Спірітус     | 123                    |                   |
| Єгипет (EGY)            | Ахмед Ель-Немр             | 21 листопада 1978 (46 років) | Каїр                | 162                    |                   |
| Фіджі (FIJ)             | Роб Елдер                  | 25 квітня 1981 (43 роки)     | Сува                | 321                    |                   |
| Фінляндія (FIN)         | Самулі Пійпо               | 1 січня 1980 (45 років)      | Оулу                | 76                     |                   |
| Франція (FRA)           | Лукас Даніель              | 1 січня 1995 (30 років)      | Ріон                | 21                     | 14                |
| Франція (FRA)           | П'єр Плійон                | 29 жовтня 1989 (35 років)    | Ніцца               | 37                     | 14                |
| Франція (FRA)           | Жан-Шарль Валладон         | 20 березня 1989 (35 років)   | Шампіньї-сюр-Марн   | 4                      | 14                |
| Німеччина (GER)         | Флоріан Флото              | 12 квітня 1988 (36 років)    | Брауншвейг          | 77                     |                   |
| Велика Британія (GBR)   | Патрік Г'юстон             | 5 січня 1996 (29 років)      | Белфаст             | 39                     |                   |
| Індія (IND)             | Атану Дас                  | 5 квітня 1992 (32 роки)      | Колката             | 22                     |                   |
| Індонезія (INA)         | Ріау Ега Агата             | 25 листопада 1991 (33 роки)  | Блітар              | 30                     | 15                |
| Індонезія (INA)         | Хендра Пурнама             | 12 листопада 1997 (27 років) | Бантул              | 99                     | 15                |
| Індонезія (INA)         | Мухаммад Віджая            | 22 листопада 1996 (28 років) | Джамбі              | 211                    | 15                |
| Італія (ITA)            | Марко Гальяццо             | 9 травня 1983 (41 рік)       | Падуя               | 384                    | 5                 |
| Італія (ITA)            | Мауро Несполі              | 22 листопада 1987 (37 років) | Браччано            | 11                     | 5                 |
| Італія (ITA)            | Давід Паскуалуччі          | 27 червня 1996 (28 років)    | Дженцано-ді-Рома    | 29                     | 5                 |
| Кот-д'Івуар (CIV)       | Філіпп Куассі              | 14 грудня 1979 (45 років)    | Анже                | 287                    |                   |
| Японія (JPN)            | Такахару Фурукава          | 9 серпня 1984 (40 років)     | Аоморі              | 19                     |                   |
| Казахстан (KAZ)         | Султан Дузельбаєв          | 12 березня 1994 (30 років)   | Алмати              | 105                    |                   |
| Лівія (LBA)             | Алі Ель-Грарі              | 31 січня 1997 (28 років)     | Триполі             | 443                    |                   |
| Малаві (MAW)            | Аренео Девід               | 6 червня 1995 (29 років)     | Гумуліра            | 443                    |                   |
| Малайзія (MAS)          | Хазік Камаруддін           | 21 липня 1993 (31 рік)       | Куала-Лумпур        | 101                    | 18                |
| Малайзія (MAS)          | Хайруль Ануар Могамад      | 22 вересня 1991 (33 роки)    | Кемаман             | 42                     | 18                |
| Малайзія (MAS)          | Мухаммад Акмаль Нор Хасрін | 15 липня 1995 (29 років)     | Куала-Лумпур        | 237                    | 18                |
| Мексика (MEX)           | Ернесто Бордман            | 23 лютого 1993 (32 роки)     | Артеага             | 17                     |                   |
| Монголія (MGL)          | Жанцангійн Гантогс         | 12 квітня 1972 (52 роки)     | Улан-Батор          | 116                    |                   |
| Непал (NEP)             | Джитбахадур Муктан         | 31 серпня 1979 (45 років)    | Катманду            | 342                    |                   |
| Нідерланди (NED)        | Мітч Ділеманс              | 6 січня 1993 (32 роки)       | Гелдроп             | 51                     | 7                 |
| Нідерланди (NED)        | Шеф ван дер Берг           | 14 квітня 1995 (29 років)    | Осс                 | 5                      | 7                 |
| Нідерланди (NED)        | Рік ван дер Вен            | 14 квітня 1991 (33 роки)     | Арнем               | 7                      | 7                 |
| Норвегія (NOR)          | Бард Нестенг               | 14 травня 1979 (45 років)    | Фредрікстад         | 52                     |                   |
| Словаччина (SVK)        | Борис Балаж                | 20 листопада 1997 (27 років) | Ліптовський Мікулаш | 203                    |                   |
| Південна Корея (KOR)    | Кім У Чін                  | 20 червня 1992 (32 роки)     | Чхунджу             | 1                      | 1                 |
| Південна Корея (KOR)    | Ку Бон Чан                 | 31 січня 1993 (32 роки)      | Андон               | 2                      | 1                 |
| Південна Корея (KOR)    | Лі Синьюн                  | 18 квітня 1995 (29 років)    | Сеул                | 8                      | 1                 |
| Іспанія (ESP)           | Мігель Альваріньйо         | 31 травня 1994 (30 років)    | Ла-Корунья          | 9                      | 9                 |
| Іспанія (ESP)           | Антоніо Фернандес          | 12 червня 1991 (33 роки)     | Касерес             | 23                     | 9                 |
| Іспанія (ESP)           | Хуан Ігнасіо Родрігес      | 19 червня 1992 (32 роки)     | Мадрид              | 31                     | 9                 |
| Таїланд (THA)           | Віттхая Тхамвонг           | 19 вересня 1987 (37 років)   | Лампанг             | 103                    |                   |
| Тонга (TGA)             | Арне Дженсен               | 25 лютого 1998 (27 років)    | Нукуалофа           | 877                    |                   |
| Туреччина (TUR)         | Мете Газоз                 | 8 червня 1999 (25 років)     | Стамбул             | 14                     |                   |
| Україна (UKR)           | Віктор Рубан               | 24 травня 1981 (43 роки)     | Харків              | 36                     |                   |
| США (USA)               | Брейді Еллісон             | 27 жовтня 1988 (36 років)    | Глендейл            | 6                      | 2                 |
| США (USA)               | Зак Гарретт                | 8 квітня 1995 (29 років)     | Веллінгтон          | 3                      | 2                 |
| США (USA)               | Джейк Камінскі             | 11 серпня 1988 (36 років)    | Елма                | 26                     | 2                 |
| Венесуела (VEN)         | Еліас Малаве               | 26 жовтня 1989 (35 років)    | Матурін             | 35                     |                   |
| Зімбабве (ZIM)          | Гейвін Сатерленд           | 26 червня 1979 (45 років)    | Вертінг             | 180                    |                   |

## Жінки
| НОК                            | Ім'я                   | Вік                          | Рідне місто        | Індивідуальний рейтинг | Командний рейтинг |
| ------------------------------ | ---------------------- | ---------------------------- | ------------------ | ---------------------- | ----------------- |
| Австралія (AUS)                | Еліс Інглі             | 13 січня 1993 (32 роки)      | Перт               | 360                    |                   |
| Австрія (AUT)                  | Лоуренсе Балдауфф      | 19 листопада 1974 (50 років) | Відень             | 96                     |                   |
| Азербайджан (AZE)              | Ольга Сенюк            | 23 січня 1991 (34 роки)      | Баку               | 84                     |                   |
| Бангладеш (BAN)                | Шамолі Раї             | 5 квітня 1994 (30 років)     | Дакка              | 177                    |                   |
| Бутан (BHU)                    | Карма                  | 6 червня 1990 (34 роки)      | Трашіянгце         | 231                    |                   |
| Бразилія (BRA)                 | Маріна Канетта         | 1 квітня 1989 (35 років)     | Сан-Паулу          | 107                    | 20                |
| Бразилія (BRA)                 | Ане Марсель дос Сантос | 12 січня 1994 (31 рік)       | Маріка             | 66                     | 20                |
| Бразилія (BRA)                 | Сара Нікітін           | 27 грудня 1988 (36 років)    | Сан-Паулу          | 128                    | 20                |
| Канада (CAN)                   | Жорсі-Стефані Пікар    | 8 лютого 1991 (34 роки)      | Монреаль           | 46                     |                   |
| Китай (CHN)                    | Цао Хуей               | 7 вересня 1991 (33 роки)     | Ляонін             | 34                     | 6                 |
| Китай (CHN)                    | Ці Юйхун               | 25 серпня 1989 (35 років)    | Шанхай             | 21                     | 6                 |
| Китай (CHN)                    | У Цзясінь              | 28 лютого 1997 (27 років)    | Шанхай             | 20                     | 6                 |
| Китайський Тайбей (TPE)        | Ле Цзяньїн             | 17 квітня 1990 (34 роки)     | Тайбей             | 7                      | 4                 |
| Китайський Тайбей (TPE)        | Лінь Шинця             | 20 травня 1993 (31 рік)      | Синьчжу            | 10                     | 4                 |
| Китайський Тайбей (TPE)        | Тан Я-Тінг             | 7 листопада 1993 (31 рік)    | Синьчжу            | 2                      | 4                 |
| Колумбія (COL)                 | Кароліна Агірре        | 29 січня 1996 (29 років)     | Антіокія           | 80                     | 13                |
| Колумбія (COL)                 | Ана Рендон             | 10 березня 1986 (38 років)   | Медельїн           | 27                     | 13                |
| Колумбія (COL)                 | Наталія Санчес         | 20 березня 1983 (41 рік)     | Медельїн           | 36                     | 13                |
| Домініканська Республіка (DOM) | Єссіка Каміло          | 23 квітня 1993 (31 рік)      | Санто-Домінго      | 161                    |                   |
| Єгипет (EGY)                   | Рім Мансур             | 20 грудня 1993 (31 рік)      | Каїр               | 181                    |                   |
| Естонія (EST)                  | Лаура Нурмсалу         | 1 червня 1994 (30 років)     | Вільянді           | 76                     |                   |
| Фінляндія (FIN)                | Тару Куоппа            | 14 листопада 1983 (41 рік)   | Лахті              | 99                     |                   |
| Грузія (GEO)                   | Крістіна Есебуа        | 19 березня 1985 (39 років)   | Хобі               | 8                      | 7                 |
| Грузія (GEO)                   | Юлія Лобженідзе        | 23 серпня 1977 (47 років)    | Тбілісі            | 86                     | 7                 |
| Грузія (GEO)                   | Хатуна Наріманідзе     | 2 лютого 1974 (51 рік)       | Батумі             | 37                     | 7                 |
| Німеччина (GER)                | Ліза Унрух             | 12 квітня 1988 (36 років)    | Берлін             | 16                     |                   |
| Велика Британія (GBR)          | Наомі Фолкард          | 18 вересня 1983 (41 рік)     | Роял-Лемінгтон-Спа | 69                     |                   |
| Греція (GRE)                   | Евангелія Псарра       | 17 червня 1974 (50 років)    | Салоніки           | 98                     |                   |
| Індія (IND)                    | Діпіка Кумарі          | 13 червня 1994 (30 років)    | Джамшедпур         | 12                     | 4                 |
| Індія (IND)                    | Бомбайла Деві Лайшрам  | 22 лютого 1985 (40 років)    | Імпхал             | 70                     | 4                 |
| Індія (IND)                    | Лаксмірані Маджні      | 26 січня 1989 (36 років)     | Чіттаранджан       | 15                     | 4                 |
| Індонезія (INA)                | Іка Юліана Рочмаваті   | 2 липня 1989 (35 років)      | Боджонегоро        | 26                     |                   |
| Іран (IRI)                     | Загра Неематі          | 30 квітня 1985 (39 років)    | Тегеран            | 37                     |                   |
| Італія (ITA)                   | Лучілла Боарі          | 24 березня 1997 (27 років)   | Мантуя             | 24                     | 9                 |
| Італія (ITA)                   | Клаудія Мандія         | 21 жовтня 1992 (32 роки)     | Салерно            | 75                     | 9                 |
| Італія (ITA)                   | Гуендаліна Сарторі     | 8 серпня 1988 (36 років)     | Монселіче          | 17                     | 9                 |
| Японія (JPN)                   | Юкі Хаясі              | 2 жовтня 1984 (40 років)     | Каваніші           | 33                     | 10                |
| Японія (JPN)                   | Каорі Каванака         | 3 серпня 1991 (33 роки)      | Котоура            | 13                     | 10                |
| Японія (JPN)                   | Саорі Наґаміне         | 5 липня 1993 (31 рік)        | Нагасакі           | 63                     | 10                |
| Казахстан (KAZ)                | Луїза Сайдієва         | 17 березня 1994 (30 років)   | Шимкент            | 110                    |                   |
| Кенія (KEN)                    | Шегзана Анвар          | 21 серпня 1989 (35 років)    | Найробі            | 195                    |                   |
| Мексика (MEX)                  | Габріела Баярдо        | 18 лютого 1994 (31 рік)      | Тіхуана            | 64                     | 12                |
| Мексика (MEX)                  | Аїда Роман             | 21 травня 1988 (36 років)    | Мехіко             | 14                     | 12                |
| Мексика (MEX)                  | Алехандра Валенсія     | 17 жовтня 1994 (30 років)    | Ермосійо           | 18                     | 12                |
| Молдова (MDA)                  | Александра Мірча       | 11 жовтня 1993 (31 рік)      | Кишинів            | 62                     |                   |
| М'янма (MYA)                   | Хтве Сань Ю            | 14 жовтня 1986 (38 років)    | Міндат             | 192                    |                   |
| Північна Корея (PRK)           | Кан Ун Чу              | 1 лютого 1995 (30 років)     | Пхеньян            | 73                     |                   |
| Польща (POL)                   | Каріна Ліпярська-Палка | 16 лютого 1987 (38 років)    | Ґміна Забежув      | 41                     |                   |
| Росія (RUS)                    | Туяна Дашидоржиєва     | 14 квітня 1996 (28 років)    | Чита               | 11                     | 2                 |
| Росія (RUS)                    | Ксенія Перова          | 8 лютого 1989 (36 років)     | Лісний             | 5                      | 2                 |
| Росія (RUS)                    | Інна Степанова         | 17 квітня 1990 (34 роки)     | Улан-Уден          | 47                     | 2                 |
| Словаччина (SVK)               | Александра Лонгова     | 7 лютого 1994 (31 рік)       | Вінічне            | 52                     |                   |
| Південна Корея (KOR)           | Чан Хьо Чін            | 13 травня 1987 (37 років)    | Тегу               | 6                      | 1                 |
| Південна Корея (KOR)           | Чхве Мі Сун            | 1 липня 1996 (28 років)      | Кванджу            | 1                      | 1                 |
| Південна Корея (KOR)           | Кі Бо Бе               | 20 лютого 1988 (37 років)    | Кванджу            | 3                      | 1                 |
| Іспанія (ESP)                  | Адріана Мартін         | 17 квітня 1997 (27 років)    | Мадрид             | 51                     |                   |
| Швеція (SWE)                   | Крістіне Б'єрендаль    | 3 лютого 1987 (38 років)     | Ліндоме            | 78                     |                   |
| Тонга (TGA)                    | Лусітанія Татафу       | 20 лютого 1998 (27 років)    | Нукуалофа          | 317                    |                   |
| Туреччина (TUR)                | Ясемін Ечем Анагьоз    | 14 жовтня 1998 (26 років)    | Ізмір              | 31                     |                   |
| Україна (UKR)                  | Вероніка Марченко      | 3 квітня 1993 (31 рік)       | Львів              | 9                      | 8                 |
| Україна (UKR)                  | Анастасія Павлова      | 9 лютого 1995 (30 років)     | Нова Каховка       | 43                     | 8                 |
| Україна (UKR)                  | Лідія Січенікова       | 3 лютого 1993 (32 роки)      | Чернівці           | 45                     | 8                 |
| США (USA)                      | Маккензі Бравн         | 14 березня 1995 (29 років)   | Флінт              | 4                      |                   |
| Венесуела (VEN)                | Лейдіс Бріто           | 5 липня 1984 (40 років)      | Матурін            | 58                     |                   |